# ARK-projektet
ARK-projektet er et dansk militært projekt der har til hensigt at opfylde de krav der blev stillet til Danmark og de andre NATO-medlemslande med hensyn til en global maritim strategisk transportkapacitet ved NATO-topmødet i Prag i 2002.
Mange lande har deciderede militære transportskibe der er ejet og opereret af landenes nationale flåder som eksempelvis den britiske Royal Fleet Auxiliary. For at kunne opfylde kravene måtte Danmark tilegne sig en maritim transportkapacitet og man undersøgte forskellige muligheder for enten at kunne købe nye eller brugte skibe, fuldtidscharter, periodisk charter, Enkeltcharter eller muligheden for at skrive en beredskabskontrakt. De forskellige valg havde alle forskellige fordele og ulemper. Efter nøje overvejelse faldt valget på fuldtidscharter-konceptet der dermed giver mulighed for konstant at have transportkapacitet til rådighed uden ejerskabsforpligtelser. I 2003 chartrede man det første skib og i 2004 det næste. 
Projektet viste sig at være økonomisk fordelagtigt rent cost benefitmæssigt og i 2006 indgik Tyskland som en partner i projektet hvorefter der blev chartret yderligere skibe og transportkapaciteten steg betragteligt. Fuldtidscharteret gav mulighed for at når skibene ikke var under militært kommando blev de brugt af rederiet til civile transportopgaver og dermed kunne fungere som et "normalt" handelsskib.
Det har dog vist sig at de militære transportopgaver er store og de bliver nu næsten udelukkende brugt til militært transport. Skibene er primært tilgængelige for danske og tyske nationale transportopgaver og bliver derefter stillet til rådighed for NATO Response Force og NATO.
Når skibene bliver benyttet til militær transport af dansk udstyr er de underlagt Marinestaben.

## Skibene
| Navn              | Bygget | Chartret | Skæbne             | Banemeter | Containerkapacitet (TEU) | Kaldesignal |
| ----------------- | ------ | -------- | ------------------ | --------- | ------------------------ | ----------- |
| Tor Anglia        | 1977   | 2003     | Kontraktophør 2010 | 2.400     | -                        | OVOT2       |
| Tor Dania         | 1978   | 2004     | Indchartret        | 2.550     | 700                      | MSTY3       |
| Ark Futura        | 1996   | 2006     | Indchartret        | 2.500     | 900                      | OZZE2       |
| Ark Forwarder     | 1998   | 2007     | Indchartret        | 2.700     | 800                      | GDIW        |
| Britannia Seaways | 2000   | 2011     | Indchartret        | 2.700     | 460                      | OZTS2       |

De ovenstående tal for banemeter og containerkapacitet er et udtryk for det maksimale antal der kan medbringes af hver slags, hvis der skal transporteres en kombination vil den totale kapacitet af hver slags gods falde.